# Sulamani (cheval)
Sulamani (1999-2017) est un cheval de course pur-sang anglais.

## Carrière de courses
Élevé par la famille Niárchos, Sulamani débute à 3 ans sous la férule de Pascal Bary et la selle de Thierry Thulliez. Il se manque pour ses premiers pas, terminant septième, mais ne tarde pas à rectifier le tir en remportant son maiden trois semaines plus tard, en prélude à une victoire dans le Prix de l'Avre, une préparatoire au Prix du Jockey Club. Dans le Derby français, sa relative inexpérience lui vaut de figurer parmi les outsiders d'une course promise à l'invaincu Act One, lauréat du Critérium International à 2 ans et qui vient de s'imposer dans le Prix Lupin. Et pourtant Sulamani lui inflige sa première défaite (la dernière aussi, puisqu'on ne reverra plus Act One en piste) et s'empare du leadership de sa génération. Il doit toutefois confirmer à l'automne, ce qu'il fait aisément pour sa rentrée dans le Prix Niel. Meilleur 3 ans français, il doit encore franchir un cap dans le Prix de l'Arc de Triomphe, où se dresse face à lui Aquarelliste et surtout le champion irlandais High Chaparral, qui prétend au titre de meilleur 3 ans d'Europe sur la distance classique, lui qui a réalisé le doublé Derby / Irish Derby. Mais le terrain lourd de Longchamp nivelle les chances des uns et des autres et, au petit jeu de la gadoue, c'est l'outsider anglais Marienbard qui l'emporte devant un vaillant Sulamani, lequel devance nettement High Chaparral et plus encore Aquarelliste. 
Deux semaines après le Prix de l'Arc de Triomphe, Sulamani change de couleurs, d'entraîneur, de jockey et rejoint l'écurie Godolphin. Il passe l'hiver à Dubaï et s'impose pour sa rentrée dans le Dubaï Sheema Classic, sous la selle de Frankie Dettori et pour l'entraînement de Saeed bin Suroor. De retour en Europe, il connaît une première déconvenue dans le Grand Prix de Saint-Cloud, où il termine quatrième, avant de se ressaisir dans les King George VI & Queen Elizabeth Stakes où il est devancé par le 3 ans Alamshar, inapprochable ce jour-là. L'été venu, Sulamani commence ses grandes migrations en allant se produire aux États-Unis. Une première prestation agitée mais heureuse, puisqu'il hérite sur tapis vert de la victoire dans l'Arlington Million, dont le lauréat britannique, Storming Home, est rétrogradé pour avoir gêné ses adversaires. Sa victoire ensuite dans le Turf Classic Invitational, où il devance une nouvelle fois les meilleurs Américains sur le gazon, lui vaut de compter parmi les favoris de la Breeders' Cup Turf, mais il échoue nettement dans une course remportée par une vieille connaissance, High Chaparral, qui conserve son titre mais doit le partager avec l'Américain Johar. 
Resté à l'entraînement à 5 ans, Sulamani repart en campagne dans les Prince of Wales's Stakes durant le meeting royal d'Ascot, une tentative soldée par une quatrième place un peu décevante. Il prend ensuite le premier accessit des Princess of Wales's Stakes avant d'être à nouveau défait dans les King George, apanage de son compagnon d'écurie Doyen. À l'été, il retrouve des couleurs et renoue avec la victoire à la faveur d'un raccourcissement en distance dans les International Stakes, où il devance Norse Dancer et Bago. Annoncé favori du Prix de l'Arc de Triomphe, il doit pourtant renoncé à une seconde tentative en raison d'une blessure . En guise de petite consolation, il achève sa carrière par une victoire dans les Canadian International Stakes à Woodbine, ajoutant un sixième groupe 1 à un palmarès très bien fourni.  

### Résumé de carrière
| Date         | Hippodrome       | Pays        | Course                               | Statut      | Distance    | Jockey           | Place       | Écart       | Vainqueur ou deuxième  |
| 2002, 3 ans  | 2002, 3 ans      | 2002, 3 ans | 2002, 3 ans                          | 2002, 3 ans | 2002, 3 ans | 2002, 3 ans      | 2002, 3 ans | 2002, 3 ans | 2002, 3 ans            |
| ------------ | ---------------- | ----------- | ------------------------------------ | ----------- | ----------- | ---------------- | ----------- | ----------- | ---------------------- |
| 7 avril      | Longchamp        | France      | Prix de Champerret                   | Inédits     | 2 000 m     | Thierry Thulliez | 7e / 13     | 4           | Le Fou                 |
| 30 avril     | Maisons-Laffitte | France      | Prix Sanctus                         | Maiden      | 2 400 m     | Thierry Thulliez | 1er / 7     | 3/4         | Le Loup Bleu           |
| 15 mai       | Chantilly        | France      | Prix de l'Avre                       | Listed      | 2 400 m     | Thierry Thulliez | 1er / 8     | 1 ½         | Agog                   |
| 2 juin       | Chantilly        | France      | Prix du Jockey Club                  | Gr. 1       | 2 400 m     | Thierry Thulliez | 1er / 15    | 1 ½         | Act One                |
| 15 septembre | Longchamp        | France      | Prix Niel                            | Gr. 2       | 2 400 m     | Thierry Thulliez | 1er / 3     | 2           | Gulf News              |
| 6 octobre    | Longchamp        | France      | Prix de l'Arc de Triomphe            | Gr. 1       | 2 400 m     | Thierry Thulliez | 2e / 16     | 3/4         | Marienbard             |
| 2003, 4 ans  |                  |             |                                      |             |             |                  |             |             |                        |
| 29 mars      | Nad Al Sheba     | Dubaï       | Dubaï Sheema Classic                 | Gr. 1       | 2 400 m     | Frankie Dettori  | 1er / 16    | 3/4         | Ange Gabriel           |
| 29 juin      | Saint-Cloud      | France      | Grand Prix de Saint-Cloud            | Gr. 1       | 2 400 m     | Frankie Dettori  | 4e / 10     | 3           | Ange Gabriel           |
| 26 juillet   | Ascot            | Royaume-Uni | King George VI & Queen Elizabeth St. | Gr. 1       | 2 400 m     | Frankie Dettori  | 2e / 12     | 3 ½         | Alamshar               |
| 16 août      | Arlington Park   | États-Unis  | Arlington Million                    | Gr. 1       | 2 400 m     | David Flores     | (1er / 13)  | (1/2)       | Paolini / Kaieteur     |
| 27 septembre | Belmont Park     | États-Unis  | Turf Classic Invitational            | Gr. 1       | 2 400 m     | Jerry Bailey     | 1er / 7     | 2 ¾         | Delightful Irving      |
| 25 octobre   | Santa Anita      | États-Unis  | Breeders' Cup Turf                   | Gr. 1       | 2 400 m     | Frankie Dettori  | 5e / 9      | 6 ¼         | High Chaparral / Johar |
| 2004, 5 ans  |                  |             |                                      |             |             |                  |             |             |                        |
| 16 juin      | Ascot            | Royaume-Uni | Prince of Wales's Stakes             | Gr. 1       | 2 000 m     | Frankie Dettori  | 4e / 10     | 4           | Rakti                  |
| 7 juillet    | Newmarket        | Royaume-Uni | Princess of Wales's Stakes           | Gr. 2       | 2 400 m     | Frankie Dettori  | 2e / 8      | 1/2         | Bandari                |
| 24 juillet   | Ascot            | Royaume-Uni | King George VI & Queen Elizabeth St. | Gr. 1       | 2 400 m     | Kerrin McAvoy    | 3e / 11     | 3           | Doyen                  |
| 17 août      | York             | Royaume-Uni | International Stakes                 | Gr. 1       | 2 060 m     | Frankie Dettori  | 1er / 9     | 3/4         | Norse Dancer           |
| 24 octobre   | Woodbine         | Canada      | Canadian International Stakes        | Gr. 1       | 2 400 m     | Frankie Dettori  | 1er / 10    | 1 ½         | Simonas                |

## Au haras
À l'issue de sa carrière, Sulamani intègre Dalham Stud, le haras anglais de Godolphin où il est proposé à un tarif modeste, £ 7 000. Il y reste trois saisons avant d'être envoyé en Normandie, au Haras du Logis, puis de revenir en Angleterre à Yorton Farm Stud, où il fait la monte à £ 2 500, se contentant d'une jumenterie d'obstacles. Il a également fait la navette avec l'Amérique du Sud, où il a donné trois lauréats de groupe 1 en Argentine et au Brésil. On lui doit tout de même le bon Mastery, vainqueur du St. Leger, du Derby Italien et du Hong Kong Vase, et troisième du Grand Prix de Paris, ainsi que plusieurs excellents éléments en obstacles, tels que la championne irlandaise Honeysuckle ou de Rule The World, vainqueur du célèbre Grand National. Sulamani, malade, meurt en 2017.  

## Origines
Sulamani est un fils du champion de l'écurie Niárchos Hernando (1990-2013), lui aussi lauréat du Prix du Jockey Club et deuxième du Prix de l'Arc de Triomphe, mais également vainqueur du Prix Lupin et placé dans l'Irish Derby, le Turf Classic Invitational et la Japan Cup. Hernando a connu une honorable réussite au haras, où son prix de saillie a culminé à £ 14 000 en 2004. Il est l'auteur d'un autre vainqueur de Jockey Club, l'Anglais Holding Court, ainsi que de Look Here (Oaks), Casual Conquest (Tattersalls Gold Cup) ou encore Gitano Hernando (Singapore Airlines International Cup, Goodwood Stakes aux États-Unis), et a lui aussi donné de bons chevaux d'obstacles. 
Soul Dream, la mère, n'a remporté qu'une petite course mais elle s'est révélée une poulinière d'exception pour l'élevage Niárchos puisqu'elle a donné un autre champion, un autre vainqueur de Jockey Club, à savoir Dream Well (par Sadler's Wells), lauréat également de l'Irish Derby et sacré cheval de l'année en Europe en 1998. Il s'agit d'une famille originaire de l'élevage Widener puisque la troisième mère, Mia Pola, lauréate du Prix La Rochette, est une fille de la grande poulinière Polamia, sprinteuse de talent (Prix du Bois, placé des Prix d'Arenberg, du Gros-Chêne ou de Saint-Georges) et autrice du champion Grey Dawn (le seul cheval ayant devancé le légendaire Sea Bird, dans Grand Critérium), mais aussi Right Away (Poule d'Essai des Pouliches) et Tryptic (Prix Maurice de Gheest). 

### Pedigree
| Origines de Sulamani (IRE), mâle bai née en 1999 | Origines de Sulamani (IRE), mâle bai née en 1999 | Origines de Sulamani (IRE), mâle bai née en 1999 | Origines de Sulamani (IRE), mâle bai née en 1999 |
| ------------------------------------------------ | ------------------------------------------------ | ------------------------------------------------ | ------------------------------------------------ |
| Père Hernando                                    | Niniski                                          | Nijinsky                                         | Northern Dancer                                  |
| Père Hernando                                    | Niniski                                          | Nijinsky                                         | Flaming Page                                     |
| Père Hernando                                    | Niniski                                          | Virginia Hills                                   | Tom Rolfe                                        |
| Père Hernando                                    | Niniski                                          | Virginia Hills                                   | Ridin' Easy                                      |
| Père Hernando                                    | Whakilyric                                       | Miswaki                                          | Mr. Prospector                                   |
| Père Hernando                                    | Whakilyric                                       | Miswaki                                          | Hopespringeternal                                |
| Père Hernando                                    | Whakilyric                                       | Lyrism                                           | Lyphard                                          |
| Père Hernando                                    | Whakilyric                                       | Lyrism                                           | Pass A Glance                                    |
| Mère Soul Dream                                  | Alleged                                          | Hoist The Flag                                   | Tom Rolfe                                        |
| Mère Soul Dream                                  | Alleged                                          | Hoist The Flag                                   | Wavy Navy                                        |
| Mère Soul Dream                                  | Alleged                                          | Princess Pout                                    | Prince John                                      |
| Mère Soul Dream                                  | Alleged                                          | Princess Pout                                    | Determined Lady                                  |
| Mère Soul Dream                                  | Normia                                           | Northfields                                      | Northern Dancer                                  |
| Mère Soul Dream                                  | Normia                                           | Northfields                                      | Little Hut                                       |
| Mère Soul Dream                                  | Normia                                           | Mia Pola                                         | Relko                                            |
| Mère Soul Dream                                  | Normia                                           | Mia Pola                                         | Polamia (famille 16-c)                           |